# 杉田廉卿
杉田 廉卿（すぎた れんけい）は、幕末日本の医師、翻訳官。小浜藩医、江戸幕府外国奉行翻訳御用雇。杉田玄白分家4世孫。25歳没。

## 生涯

### 小浜藩出仕
弘化2年（1845年）駿河国沼津宿町医武田悌道の子として生まれた。安政6年（1859年）兄武田簡吾の『輿地航海図』出版が咎められ、一家が取り調べを受ける中、校閲を担当した杉田玄端義兄成卿が2月死去したため、4月3日その養子として拾われ、5月25日小浜藩の跡式140石を相続し、同年栄寿院の病気を担当した。
文久2年（1862年）4月18日屋敷詰。文久3年（1863年）6月9日藩主に従い大坂へ向かうも、見附宿で引き返し、23日帰着した。7月2日奥医師の人手不足によりこれを手伝い、元治元年（1864年）1月11日恭丸の出生に携わった。

### 江戸幕府出仕

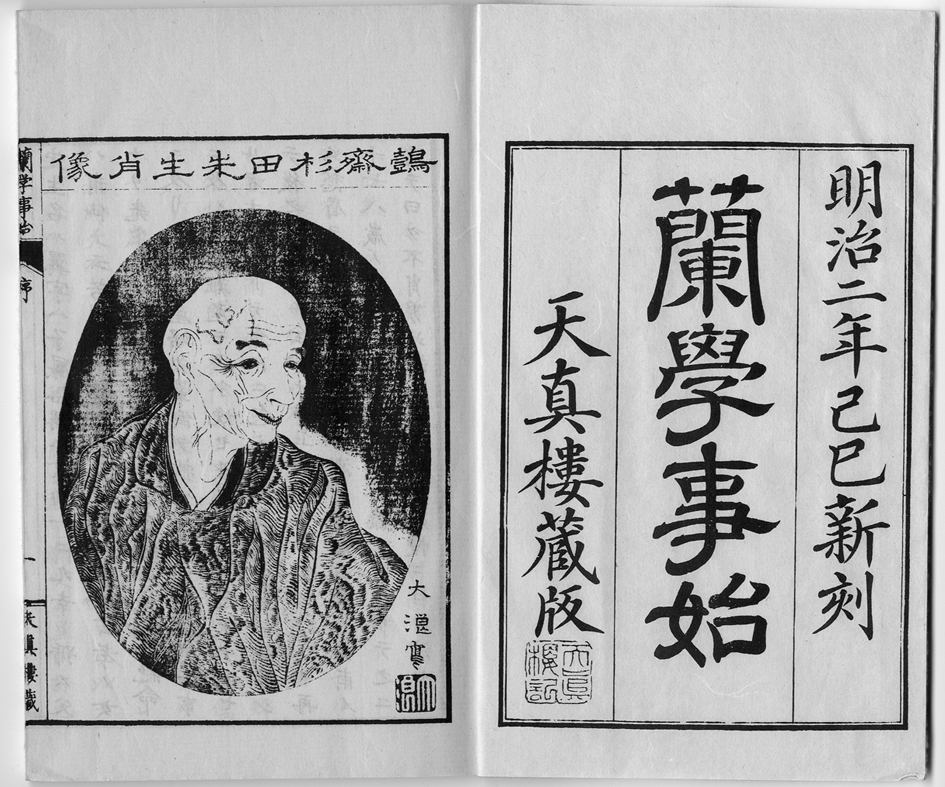
『蘭学事始』明治2年版

元治元年（1864年）4月14日老中井上正直により外国奉行手付翻訳御用御雇を命じられ、20人扶持を給され、福沢諭吉・玄端の下で外交文書を翻訳した。解剖学を学ぶうち、その造物主としての神を信じるようになり、吉田賢輔・新島襄・津田仙と聖書を研究したというが、年代不明。
慶応4年（1868年）5月箱根から敗走してきた伊庭八郎を乙骨太郎乙と今川小路の自宅に匿い、尺振八と箱館脱走を助けた。明治元年（1868年）福沢諭吉に家伝の杉田玄白著『蘭学事始』出版を促され、明治2年（1869年）1月刊行した。

### 晩年
明治元年（1868年）暮藩主に従い小浜に引き上げ、明治2年（1869年）1月から3日まで京都に滞在した後、東京府牛込毘沙門手前横町の津田仙隣宅に移った。
江戸滞在中肺結核に罹ったため、玄端が経営する沼津病院近くの新居に転居した。快復後は病院を手伝う予定だったが、明治3年（1870年）2月20日死去し、遺言により千本松原長谷寺に葬られた。戒名は廉隅院某。杉田伯玄により「S」と彫られたキノコ型の墓石が建てられた。
昭和5年（1930年）東京市芝区栄閑院(猿寺)に改葬された。

## 家族
- 父：武田悌道 - 沼津宿町医。
- 兄：武田簡吾 - 『輿地航海図』を無断出版して処罰され、獄死した。
- 姉妹 - 菊間藩服部家に嫁いだ[6]。
  - 姪：あや - 横浜で宣教師ジェームス・カーティス・ヘボンの妻クララに英語を学び、東京女学校助教となった[6]。
- 養父：杉田成卿 - 小浜藩医。杉田玄白の孫。
- 妻：縫 - 成卿長女。嘉永元年（1848年）頃生[17]。25歳で夭折した廉卿の死後、富田鉄之助と再婚した[18]。
- 養子：杉田盛 - 杉田玄端五男。
- 相婿：乙骨太郎乙